# Quilotoa Lacus
Il Quilotoa Lacus è una struttura geologica della superficie di Titano.